# Centrum Wyszkolenia Obrony Przeciwlotniczej i Przeciwgazowej
Centrum Wyszkolenia Obrony Przeciwlotniczej i Przeciwgazowej – ośrodek szkolenia artylerii przeciwlotniczej i broni chemicznej Wojska Polskiego II RP.
Obrona przeciwlotnicza jako zlepek kilku rodzaju wojsk i jako nowo rodzący się rodzaj wojsk nie miała w latach 20. swojego korpusu dowódczego. Większość kadry oficerskiej i podoficerskiej rekrutowała się z artylerii. Napływali też lotnicy, łącznościowcy, piechurzy i inni. W związku z tym w lutym 1930, w Warszawie, utworzone zostało Centrum Wyszkolenia Artylerii Przeciwlotniczej, podległe początkowo dowódcy 11 Grupy Artylerii, a następnie dowódcy 1 Pułku Artylerii Przeciwlotniczej. 
Zadaniem Centrum było prowadzenie kursów z zakresu artylerii przeciwlotniczej dla oficerów, podoficerów i szeregowych z cenzusem. Młodzi oficerowie kończyli szkołę oficerską artylerii i przydzielani do oddziałów artylerii przeciwlotniczej musieli się specjalizować. Inne działy obrony przeciwlotniczej nie miały żadnych kursów specjalistycznych. Centrum Wyszkolenia Artylerii Przeciwlotniczej w tym kształcie przetrwało do 1937.
W 1934 została uchwalona ustawa z dnia 15 marca 1934 o obronie przeciwlotniczej i przeciwgazowej. Rozkazem Ministra Spraw Wojskowych z 15 kwietnia 1934 w Biurze Ogólno-Organizacyjnym został utworzony Wydział Obrony Przeciwlotniczej. 
Utworzony w 1936 Inspektorat Obrony Powietrznej Państwa, jako organ pracy GISZ, dekretem Prezydenta RP z 4 lipca 1936, miał sprawować kierownictwo i zwierzchni nadzór nad obroną przeciwlotnicza i przeciwchemiczną Państwa. Miał współpracować z Ministrem Spraw Wojskowych i resortami odpowiedzialnymi za obronę przeciwlotniczą. 15 stycznia 1937 w Ministerstwie Spraw Wojskowych zostało utworzone Dowództwo Obrony Przeciwlotniczej. 
W 1937 utworzono Szkołę Podchorążych Artylerii Przeciwlotniczej. Szkoła nie rozwiązywała jednak problemów i potrzeb szkolenia kadr artylerii przeciwlotniczej. Postęp dokonał się dopiero w następnym.
Na podstawie rozkazu Departamentu Dowodzenia Ogólnego Ministerstwa Spraw Wojskowych z 21 czerwca 1938, w Brześciu nad Bugiem, utworzono Centrum Wyszkolenia Obrony Przeciwlotniczej i Przeciwgazowej. 

## Struktura organizacyjna
W skład Centrum weszły:
- komenda,
- kwatermistrzostwo z kompanią gospodarczą,
- Szkoła Podchorążych Artylerii Przeciwlotniczej,
- Szkoła Podchorążych Rezerwy Artylerii Przeciwlotniczej (utworzona w 1938),
- Szkoła Obrony Przeciwgazowej,
- kursy doskonalące artylerii przeciwlotniczej,
- Komisja Doświadczalna,
- obóz ćwiczebny,
- 9 dywizjon artylerii przeciwlotniczej - oddział manewrowy dla zabezpieczenia procesu szkolenia[3].

W miarę wzrostu stanu wojsk potrzeby kadrowe się zwiększały. Centrum dostarczało koniecznej ilości specjalistów. Stan liczebny oddziałów obrony przeciwlotniczej i przeciwgazowej w 1939 sięgał 8 tys. żołnierzy w tym: 250 oficerów i 700 podoficerów. W planach mobilizacyjnych przewidziano jego potrojenie.

## Kadra Centrum
Komendanci
- mjr art. Ireneusz Kobielski (1932)[4]
- płk dr Roman Odzierzyński (od 15 XI 1938)

Oficerowie
- kpt. art. Kazimierz Angerman (1932)[4]

Pokojowa obsada personalna centrum w marcu 1939:
Komenda Centrum
- komendant – płk dr Roman Odzierzyński
- I oficer sztabu – vacat
- II oficer sztabu – kpt. adm. (piech.) Jan Gromkowski
- lekarz – kpt. dr  Zygmunt Bronisław Gelbert
- z-ca komendanta ds. gospodarczych – ppłk piech. Ludwik Karol Piątkowski
- oficer mobilizacyjny – kpt. adm. (piech.) Tadeusz Longin Tarnawski
- oficer administracyjno-materiałowy – kpt. adm. (piech.) Eugeniusz Karol Hollik
- oficer gospodarczy – por. int. Kazimierz Wójcikowski
- oficer żywnościowy – kpt. adm. (piech.) Bronisław Szczechura
- dowódca kompanii gospodarczej – kpt. adm. (piech.) Władysław Kwoka

Szkoła Podchorążych Artylerii Przeciwlotniczej
- komendant – ppłk inż. Tadeusz Marian Kruszyński
- dyrektor nauk – mjr Jan Mieczysław Srzednicki

Pełna obsada oficerska w artykule „Szkoła Podchorążych Artylerii Przeciwlotniczej”
Kursy Doskonalenia Artylerii Przeciwlotniczej
- komendant – płk Franciszek Ksawery Mołodyński
- dyrektor nauk – mjr Olgierd Eminowicz
- wykładowca – kpt. Józef Mrozowski
- wykładowca – kpt. Franciszek Jan Kruszyn
- wykładowca – kpt. Michał Dżugaj
- wykładowca – kpt. Tadeusz Dobrzański III
- wykładowca – kpt. Tadeusz Moszyński
- kier. Komisji Doświadczalnej – kpt. Mieczysław Zygmunt Koźmiński
- referent – kpt. Jan Szczepan Suszyński

Szkoła Obrony Przeciwgazowej
- komendant – ppłk dypl. piech. Włodzimierz Leon Scholze-Srokowski
- dyrektor nauk – ppłk uzbr. Henryk Bazylko

Pełna obsada oficerska w artykule „Szkoła Obrony Przeciwgazowej”